# Ernst Bruno von Gersdorff
Ernst Bruno Freiherr von Gersdorff (* 18. Juli 1820 in Eisenach; † 28. Juni 1883 in Pleasantville, New York) war ein deutsch-amerikanischer Arzt, Hochschullehrer und Homöopath.

## Leben
Ernst Bruno von Gersdorff entstammte Lausitzer Uradel. Er war ein Sohn des Richters Heinrich August von Gersdorff und seiner Frau Auguste geb. von Tschirschky und Bögendorff. Der Staatsminister von Sachsen-Weimar-Eisenach Ernst Christian August von Gersdorff war sein Onkel. Sein Vater war ein früher Freund und Förderer von Samuel Hahnemann und seiner Homöopathie.
Er studierte Humanmedizin an der Universität Jena und der Universität Leipzig. 1840 wurde er Mitglied des Corps Misnia Leipzig. Am 20. April 1846 wurde er in Jena zum Dr. med. promoviert. 1849 emigrierte er als Forty-Eighter in die USA. Durch die Zugehörigkeit seiner Familie zur Herrnhuter Brüdergemeine ging er zunächst in deren Siedlung Bethlehem (Pennsylvania). Von dort zog er nach Boston, dann nach Andover (Massachusetts) und nach Salem (Massachusetts). 1865 unternahm er eine zweijährige Reise nach Deutschland. Danach wohnte und praktizierte er in Boston. Als 1873 die medizinische Fakultät der Boston University gegründet wurde, wurde Gersdorff der erste Inhaber ihres Lehrstuhls für Pathologie und Therapie. Gersdorff war in vielen Vereinen und Gesellschaften aktiv, darunter der Boston Homoeopathic Medical Society und der Orpheus Society. Er erlag einem Bronchialkarzinom und wurde auf dem Harmony Grove Cemetery in Salem beigesetzt.
In Salem hatte er 1860 Caroline geb. Choate (1834–1889) geheiratet, eine Tochter von George Choate, M.D. (1796–1880), Representative from Salem in the Massachusetts General Court und Schwester des Arztes George Cheyne Shattuck Choate (1827–1896) und des Juristen und Diplomaten Joseph Hodges Choate (1832–1917). Damit hatte er in das Bostoner Patriziat (Boston Brahmins) eingeheiratet. Der Sohn des Paares Carl August de Gersdorff (1865–1944) wurde ein erfolgreicher Rechtsanwalt in New York, Partner bei Cravath, Swaine & Moore und war der Großvater mütterlicherseits von Ben Bradlee. Der Sohn George Bruno de Gersdorff (1866–1964) wurde Architekt bei McKim, Mead, and White in New York und machte sich dann selbstständig; bekannt ist das von ihm als Architekt miterbaute Harvard Stadium.

## Werke
- Conservatism in its relation to homoeopathy, 1868